# Neil Marshall
Neil Marshall (25 de mayo de 1970) es un director de cine inglés, además de editor y guionista. Marshall dirigió su primer largometraje en 2002,  Dog soldiers, una comedia de horror que devino en película de culto . Siguió con el terror en 2005 con El Descenso. Marshall también dirigió la futurista Doomsday en 2008, y escribió y dirigió el peplum Centurion en 2010. Ha dirigido dos episodios clave de  Juego de tronos: los titulados "Blackwater" y  "Los vigilantes del muro".

## Vida y carrera
Marshall nació en Newcastle upon Tyne, Northumberland, Inglaterra. Decidió ser director de cine cuando vio En busca del arca perdida (1981) a los once años. Empezó haciendo películas caseras de Super 8 mm y en 1989 estudió cine en el Newcastle Polytechnic. En 1995 fue contratado por el director Bharat Nalluri para montar su película, Killing Time. Marshall continuó escribiendo y desarrollando proyectos propios hasta que pudo dirigir su primera película en 2002, Dog Soldiers. Tras filmar El Descenso se le incluyó en el grupo de los nuevos directores de terror británicos, conocido como Splat Pack.

## Premios
Marshall ganó el  British Independent Film Award a mejor director de película Independiente británica por El Descenso. También ganó un Premio Saturn a mejor película de terror. Marshall estuvo nominado a un  Emmy por su trabajo en el episodio de Juego de Tronos titulado "Los vigilantes del muro".

## Filmografía
| Año        | Película               | Crédito                       | Notas |
| ---------- | ---------------------- | ----------------------------- | --- |
| 1998       | Matando Tiempo         | Escritor, editor              | Coescribió con Caspar Baya y Fleur Costello |
| 2002       | Dog Soldiers           | Director, escritor, editor    | |
| 2005       | El Descenso            | Director, escritor            | Premio de Película Independiente británico y Premio de Saturno para Película de Horror Mejor                                                                     |
| 2008       | Doomsday               | Director, escritor, editor    | |
| 2009       | El descenso 2          | Productor ejecutivo           | |
| 2010       | Centurion              | Director, escritor            | |
| 2012, 2014 | Juego de Tronos        | Director                      | 2 episodios: "Blackwater", y "Los vigilantes del Muro" Premio de Emmy de Horario de máxima audiencia Nominado para Excepcional Dirigiendo para una Serie de Obra |
| 2014       | Black Sails            | Director                      | 2 episodios: "yo." Y "III." |
| 2014       | Constantine            | Director                      | 2 episodios: "No es asilo" y "Rabia de Calibán" |
| 2015       | Aníbal                 | Director                      | Episodio: "El Dragón Rojo Grande" |
| 2015       |                        |                               | |
| 2015       | The Troll Hunter       | Director, escritor            | |
| 2015       | Hellfest               | Director, escritor            | |
| 2016       | Westworld              | Director                      | Episodio: "El Perdido" |
| 2018       | Perdidos en el espacio | Director, productor ejecutivo | |
| 2019       | Hellboy                | Director, escritor            | |
| 2020       | The Reckoning          | Director                      | |
| 2022       | The Lair               | Director, escritor, editor    | |